# Hjalmar Christoffersen
Hjalmar Christoffersen, född 1 december 1889 i Köpenhamn, död 28 december 1966 i Köpenhamn, var en dansk fotbollsspelare.
Christoffersen blev olympisk silvermedaljör i fotboll vid sommarspelen 1912 i Stockholm.